# Witalij Kowalczuk
Witalij Anatolijowycz Kowalczuk, ukr. Віталій Анатолійович Ковальчук (ur. 23 maja 1969 w Kijowie) – ukraiński polityk i prawnik, deputowany do Rady Najwyższej Ukrainy.

## Życiorys
W 1993 ukończył studia prawnicze na Uniwersytecie Kijowskim. Pracował w sektorze bankowym i w przedsiębiorstwach naftowych, był też dyrektorem generalnym fundacji wsparcia inicjatyw regionalnych. W 2006 uzyskał mandat radnego rejonu hołosijiwskiego, w latach 2007–2010 był zastępcą mera tej dzielnicy.
W 2010 zaangażował się w działalność partii UDAR, którą założył Witalij Kłyczko. Objął stanowisko zastępcy przewodniczącego oraz przewodniczącego centralnego komitetu politycznego tego ugrupowania. W 2012 z ramienia tej formacji uzyskał mandat posła do Rady Najwyższej VII kadencji. W 2014 Witalij Kowalczuk jako kandydat współtworzonego przez UDAR Bloku Petra Poroszenki został wybrany do parlamentu VIII kadencji. 26 grudnia 2014 objął natomiast stanowisko zastępcy szefa Administracji Prezydenta Ukrainy.